# Beatriz (mártir)
Beatriz de Roma, conocida como Santa Beatriz, fue una mártir cristiana. Su fiesta se celebra el 29 de julio.

## Biografía
Era la hermana de los también santos mártires Simplicio y Faustino, que fueron degollados en tiempos de Diocleciano y cuyos cuerpos fueron arrojados al río Tíber. Beatriz recuperó y enterró cristianamente sus cuerpos. Fue denunciada por sus creencias cristianas por un pariente, llamado Lucrecio, que aspiraba a su herencia, y que, por lo tanto, deseaba su muerte. Por ello, fue encarcelada y estrangulada en la misma cárcel. Su pariente Lucrecio nunca pudo disfrutar de la herencia de Beatriz, pues murió fulminantemente tras la muerte de esta.
Su cuerpo también fue arrojado al Tíber, pero una mujer cristiana llamada Lucina lo rescató junto al de otro mártir llamado Rufo. El cuerpo de Beatriz, junto con los de sus hermanos Simplicio y Faustino, reposa en la Basílica de Santa María la Mayor.